# Jakub (imię)
Jakub – imię męskie wywodzące się od hebrajskiego יַעֲקֹב (Yaʿaqōḇ). Imię to przynależy do grupy imion teoforycznych, które w formie skróconej znaczy: "Niech [Bóg] JHWH strzeże".
Imię to było znane w Mezopotamii w brzmieniu Ja-ah-qu-ub-el i w Egipcie Ja’qob-hr. Popularne imię biblijne - nosił je syn Izaaka, a także dwóch Apostołów. W Polsce imię Jakub znane jest od XIII wieku, w formach i ze zdrobnieniami: Jakuś, Jakób, Jakob, Jakow, Jekub, Jokob, Jokub, Jakusz, Jakuszek, Jakubek, Jakubko, Jaksa, Kiba, Kuba, Kusz, Kuszęt, Kubuś.
Dawniej pisano je przez „ó”, ale w 1936 wprowadzono reformę ortograficzną. Zmieniając niektóre zasady, wprowadzono między innymi pisownię tego imienia przez „u” (Jakób → Jakub).
Od 2000 do 2015 włącznie było najczęściej nadawanym imieniem nowo narodzonym chłopcom w Polsce. W 2022 imię Jakub nosiło 416804 obywateli Rzeczypospolitej Polskiej (9. miejsce wśród imion męskich). Dość popularny staje się wariant Kuba, traktowany zazwyczaj jako zdrobnienie, jednakże obecny również jako oficjalne imię - w 2022 nosiło je 15403 obywateli Rzeczypospolitej Polskiej (129. pozycja).

## Imieniny
Jakub imieniny obchodzi: 28 stycznia, 5 lutego, 7 lutego, 9 lutego, 22 lutego, 3 marca, 14 marca, 3 kwietnia, 17 kwietnia, 27 kwietnia, 29 kwietnia, 30 kwietnia, 1 maja, 6 maja, 11 maja, 1 czerwca, 5 czerwca, 8 czerwca, 5 lipca, 14 lipca, 25 lipca, 6 sierpnia, 23 sierpnia, 2 września, 9 września, 21 października, 1 listopada, 19 listopada, 27 listopada i 28 listopada.
Żeńska forma imienia – Jakubina, a w wersji zapożyczonej z jęz. francuskiego i spolszczonej fonetycznie – Żaklina.

## Imię Jakub w innych językach

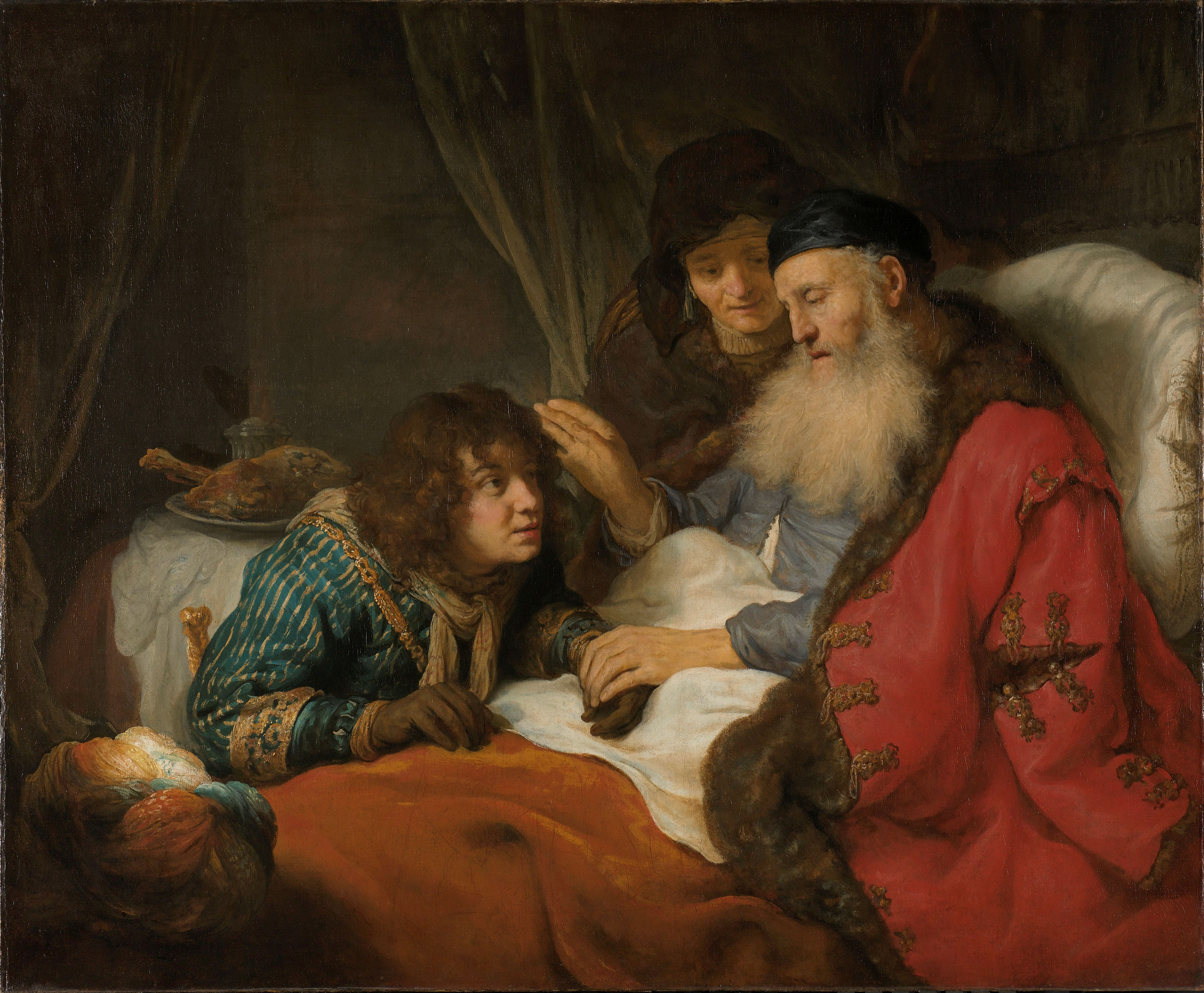
Obraz Govaerta Flincka Izaak i Jakub

- angielski: Jacob, James, Jay, Jake, Jim(my) (zdrobniale)
- arabski: يعقوب (Yaʿqūb)
- baskijski: Jakes
- białoruski: Якуб (Jakub), Якаў (Jakau)
- bretoński: Jagu
- chiński: Yǎ gè bù (雅各布)
- chorwacki: Jakov
- czeski: Jakub, Kuba, Kubik (zdrobniale)
- esperanto: Jakobo[9]
- estoński: Jaak
- farerski: Jákup
- fiński: Jaakko
- francuski: Jacques, Jame, Gemmes (Normandia), Gemme (Normandia), Jacomo, Jacob
- galicyjski: Xaime
- grecki: Ιάκωβος (Jákowos)
- gruziński: იაკობ (Iakob)
- hawajski: Kimo
- hebrajski: Ja’akov (יעקב)
- hiszpański: Jacobo, Jaime, Diego, Iago, Santiago, Tiago
- irlandzki: Séamas, Seamus (zangielszczone), Shamus (zangielszczone), Séimí (zdrobniale)
- japoński: Jakubbu
- jidysz: Jankew, Jankl, Jankel, Jankele
- kataloński: Jaume, Xaume
- kornijski: Jago, Jammes, Jamma
- litewski: Jokūbas
- łacina: Iacobus, Iacomus
- łotewski: Jēkab
- manx: Jayms
- malajalam: Chacko, Jakob
- niderlandzki: Jaap, Jacob, Jakob, Koos, Sjaak
- niemiecki: Jakob
- ormiański: Հակոբ (Hakob)
- oksytański: Jammes, James
- portugalski: Jacó, Jaime, Iago, Tiago, Diogo
- prowansalski: Jacme
- rosyjski: Я́куб (Jakub), Я́ков (Jakow), Я́ша (Jasza) (zdrobniale)
- rumuński: Iacov, Iacob, Iame
- samoański: Iakopo (eh-yuk-oh-po)
- słowacki: Jakub, zdrobniale: Kubo, Kubko, Jakubko, Kubík, Jakubík
- szkocki: Seumas, Sheumais, Jamsey, Hamish (zangielszczone)
- turecki: Yakup
- ukraiński: Яків (Jakiw, odmiana: Jakowa, Jakowowi)
- walijski: Siam, Iago
- węgierski: Jakab
- wietnamski: Giacôbê
- włoski: Giacobbe, Giacomo, Jacopo

## Znane osoby noszące imię Jakub

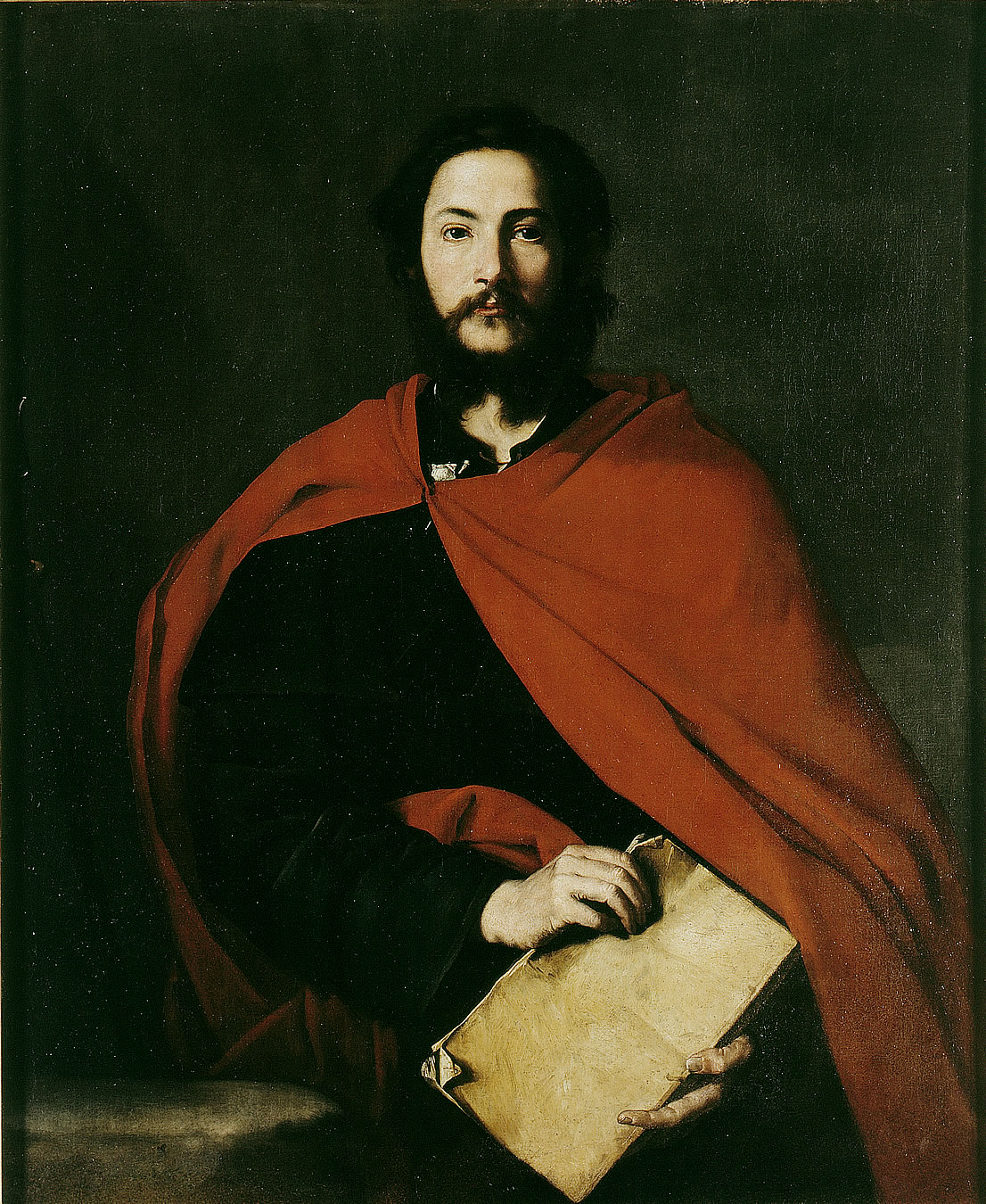
Św. Jakub Starszy

### Postacie biblijne
- patriarcha Jakub – syn Izaaka
- św. Jakub Większy Apostoł – syn Zebedeusza (wspomnienie 25 lipca)
- św. Jakub Mniejszy Apostoł – syn Alfeusza (wspomnienie 3 maja, w Polsce 6 maja, dawniej 1 maja)
- Jakub Sprawiedliwy – przyrodni brat Chrystusa

### Święci i błogosławieni Kościoła katolickiego
- św. Jakub z Numidii – męczennik
- św. Jakub Chastan – francuski ksiądz, misjonarz, męczennik
- św. Jakub Đỗ Mai Năm – wietnamski ksiądz, męczennik
- św. Jakub Kisai – męczennik japoński
- św. Jakub Kyusei Gorōbyōe Tomonaga – japoński ksiądz, męczennik
- św. Jakub Yan Guodong – męczennik chiński
- św. Jakub Zhao Quanxin – męczennik chiński
- św. Jakub z Marchii – włoski misjonarz
- św. Jakub z Nisibis – biskup Nisibis, odkrywca Arki Noego
- bł. Jakub Alberione – włoski ksiądz
- bł. Jakub Carvalho – męczennik japoński
- bł. Jakub Hayashida – męczennik japoński
- bł. Jakub Strzemię – arcybiskup halicki (wspomnienie 21 października, dawniej 1 czerwca)
- bł. Jakub Zhou Wenmo – męczennik chiński
- bł. Jakub z Bitetto – chorwacki franciszkanin

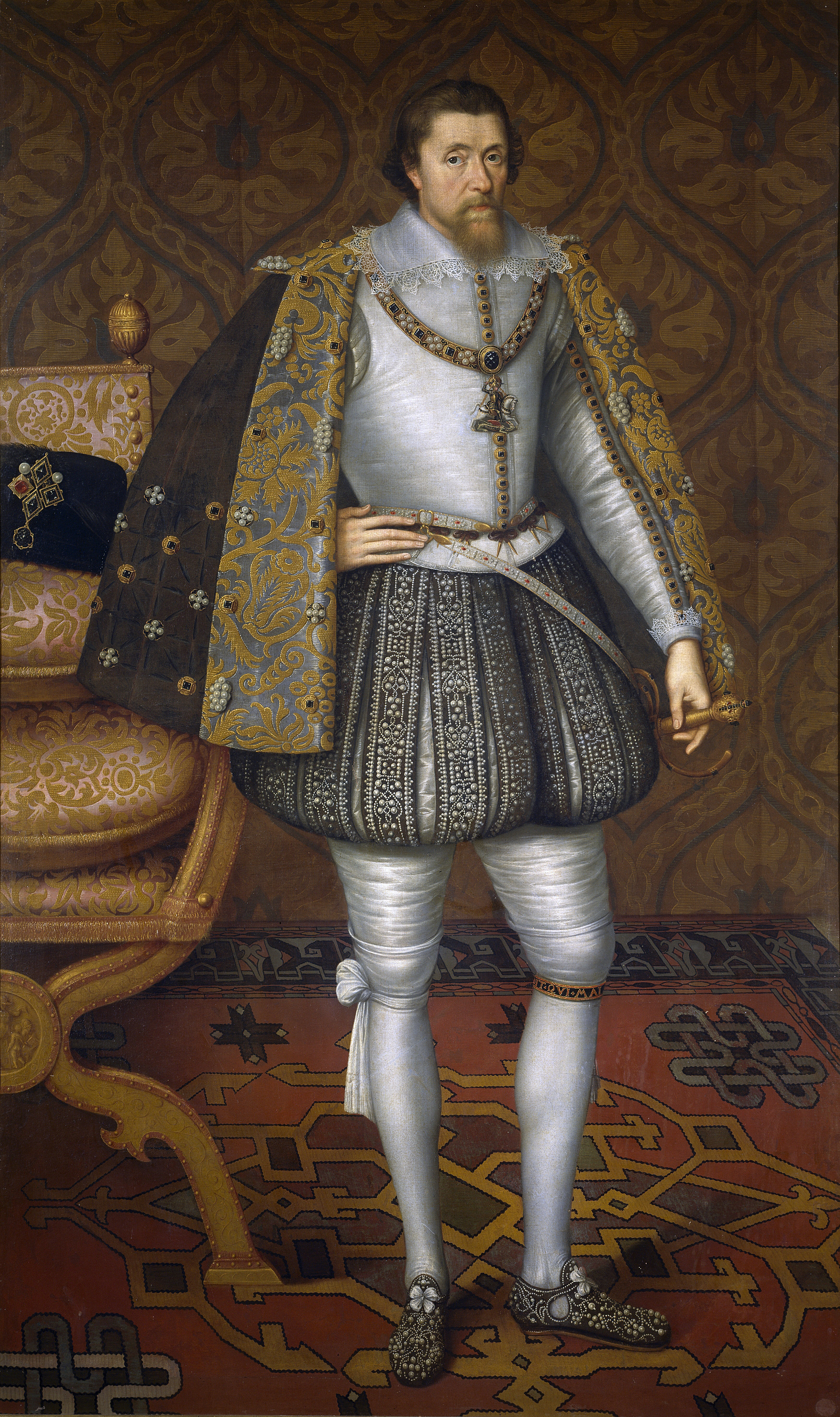
Jakub I Stuart - król Anglii i Szkocji

### Królowie Szkocji lub Anglii
- Jakub I
- Jakub II
- Jakub III
- Jakub IV
- Jakub V
- Jakub I Stuart
- Jakub II Stuart

### Królowie Aragonii
- Jakub I Zdobywca
- Jakub II Sprawiedliwy

### Prezydenci Stanów Zjednoczonych
- James Madison (1751–1836) – 4. prezydent Stanów Zjednoczonych
- James Monroe (1758–1831) – 5. prezydent Stanów Zjednoczonych
- James Buchanan (1791–1868) – 15. prezydent Stanów Zjednoczonych
- James Knox Polk (1795–1849) – 11. prezydent Stanów Zjednoczonych
- James Garfield (1831–1881) – 20. prezydent Stanów Zjednoczonych
- Jimmy Carter (1924–2024) – 39. prezydent Stanów Zjednoczonych

### Wiceprezydenci Stanów Zjednoczonych
- James Schoolcraft Sherman (1855–1912) – 27. wiceprezydent za kadencji Williama Tafta
- James Danforth „Dan” Quayle III (1947– ) – 44. wiceprezydent za kadencji George’a H.W. Busha

### Premierzy Wielkiej Brytanii
- James Callaghan (1912-2005)

### Muzycy
- James Arthur – brytyjski piosenkarz
- Jakub Birecki – polski raper
- Jacques Brel – belgijski bard, kompozytor, piosenkarz i aktor
- James Brown – amerykański piosenkarz, kompozytor, instrumentalista
- James Blunt – brytyjski piosenkarz
- Diego Boneta – meksykański piosenkarz
- Jacob Druckman – amerykański kompozytor
- Jakob Dylan – amerykański piosenkarz
- Jakub Grabowski – polski raper
- James Hetfield – muzyk w zespole Metallica
- James Horner – twórca muzyki filmowej
- Maynard James Keenan, właściwie James Herbert Keenan – wokalista zespołu Tool
- James LaBrie – muzyk Dream Theater
- Jim Corr – klawiszowiec i gitarzysta z zespołu The Corrs
- James Marshall Hendrix – amerykański gitarzysta, wokalista, kompozytor rockowy
- Jim Morrison – muzyk The Doors
- James Patrick Page – muzyk Led Zeppelin
- Jakub Molęda – wokalista
- Jakub Sienkiewicz – muzyk Elektryczne Gitary
- James Owen Sullivan – muzyk, perkusista Avenged Sevenfold
- Jakub Kawalec – muzyk, wokalista Happysad
- James Root – gitarzysta w grupie Slipknot
- Jakub Urbańczyk – polski tubista

### Aktorzy i reżyserzy
- Jakub Bohosiewicz – polski aktor filmowy i teatralny
- James Caan – amerykański aktor filmowy, telewizyjny i teatralny
- James Cagney – amerykański aktor
- James Cameron – kanadyjski reżyser filmowy kina akcji
- Jim Carrey – amerykański aktor filmowy i komik
- James Caviezel – amerykański aktor
- Jakub Chasz-Grodner – polski aktor
- James Coburn – amerykański aktor
- James Dean – amerykański aktor filmowy i teatralny
- Jakub Dmochowski – polski aktor
- James Fox – angielski aktor
- James Gandolfini – amerykański aktor
- Jakub Goldberg – polski aktor, reżyser i scenarzysta
- Jakub Gierszał – polski aktor
- Jake Gyllenhaal – amerykański aktor filmowy i teatralny
- Jakub Handelblit – polski aktor
- James Ivory – amerykański reżyser i scenarzysta
- Jakub Jankiewicz – polski aktor
- Jim Jarmusch – amerykański reżyser i scenarzysta
- Jan Jakub Kolski – polski reżyser, scenarzysta, operator, producent
- Jakub Kornacki – polski aktor i reżyser
- Jakub Kotyński – polski aktor filmowy i teatralny
- Jakub Kucner – polski aktor
- Jakub Libert – polski aktor
- James Marsters – amerykański aktor filmowy
- James McAvoy – brytyjski aktor filmowy
- Jakub Palacz – polski aktor filmowy i teatralny
- Jakub Przebindowski – polski aktor
- James Purefoy – angielski aktor
- Jakub Rajnglas – polski aktor filmowy i teatralny
- Jacques Rivette – francuski reżyser i scenarzysta
- James Spader – amerykański aktor
- James Stewart – amerykański aktor filmowy i teatralny
- Jakub Szydłowski – polski aktor
- Jacques Tati – francuski aktor, reżyser i scenarzysta
- Jakub Tolak – polski aktor
- Jakub Truszczyński – polski aktor dubbingowy
- Jakub Wesołowski – polski aktor
- Jakub Wieczorek – polski aktor filmowy i teatralny
- Jakub Wocial – polski aktor
- Jakub Wons – polski aktor
- James Woods – amerykański aktor, scenarzysta i reżyser filmowy i telewizyjny
- Jacques Villeret – francuski aktor
- Jacob Young – amerykański aktor
- Jakub Zając – polski aktor

### Sportowcy
- Jaime Alguersuari – hiszpański kierowca wyścigowy
- Jacob Barsøe – duński wioślarz
- Jacob van den Berg – holenderski żeglarz
- Santiago Bernabéu – hiszpański piłkarz i działacz piłkarski
- Jakub Biedrzycki – polski judoka
- Jakub Biskup – polski piłkarz
- Jacob Blyth – angielski piłkarz
- Jakub Błaszczykowski – polski piłkarz
- Jacob Butterfield – angielski piłkarz
- Santiago Cañizares – hiszpański piłkarz
- Diego Capel – hiszpański piłkarz
- Jacob Clear – australijski kajakarz
- Jimmy Connors – amerykański tenisista
- Jacob Curby – amerykański zapaśnik
- Jakub Dziółka – polski piłkarz
- Jakov Fak – chorwacki biatlonista
- Jacques Freitag – południowoafrykański lekkoatleta
- Diego Forlán – urugwajski piłkarz
- Jakob Fuglsang – duński kolarz szosowy
- Jakub Giermaziak – kierowca wyścigowy
- Diego Godín – urugwajski piłkarz
- Jakub Grzegorzewski – polski piłkarz
- Jacob Gundersen – norweski zapaśnik
- Jacob Herrmann – niemiecki rugbysta
- Jakob Ingebrigtsen – norweski lekkoatleta
- Jakub Janda – czeski skoczek narciarski
- Jacob Jordaens – flamandzki malarz
- Jacob Josefson – szwedzki hokeista
- Jacob Kean – angielski piłkarz
- Jakub Kindl – czeski hokeista
- Jakub Kipa – polski speedcuber
- Jakub Klepiš – czeski hokeista
- Jakub Kot – polski skoczek narciarski
- Jakub Kovář – czeski hokeista
- Jakub Kowalewski – polski saneczkarz
- Jakub Krzewina – polski lekkoatleta
- Jakub Książek – polski pływak
- Jacob Larsen – duński wioślarz
- Jacob Lekgetho – południowoafrykański piłkarz
- Diego Lugano – urugwajski piłkarz
- Diego Maradona – argentyński piłkarz
- Jacob Markström – szwedzki hokeista
- Jacob Micflikier – kanadyjski hokeista
- Jacob Mulenga – zambijski piłkarz
- Jakub Nakládal – czeski hokeista
- Jacques Noël – francuski szermierz
- Jakub Ostrowski – polski piłkarz
- Jakub Petružálek – czeski hokeista
- Jakub Przygoński – polski motocyklista rajdowy
- Jacques Rogge – belgijski sportowiec
- Diego Ruiz Asín – hiszpański biegacz narciarski
- Jakub Rzeźniczak – polski piłkarz
- Diego Schwartzman – argentyński tenisista
- Jakub Sedláček – czeski hokeista
- Jakub Štěpánek – czeski hokeista
- Jakub Szałankiewicz – polski siatkarz plażowy
- James Tavernier – angielski piłkarz
- Jacob Trouba – amerykański hokeista
- Jacob Tullin Thams – norweski skoczek narciarski i żeglarz
- Jakub Wawrzyniak – polski piłkarz
- Jimmy White – snookerzysta angielski
- Jakub Wierzchowski – polski piłkarz
- Jakub Wolny – polski skoczek narciarski
- Jacob Wukie – amerykański łucznik
- Jacques Villeneuve – kanadyjski kierowca wyścigowy, mistrz świata Formuły 1
- Jacobo Ynclán – hiszpański piłkarz

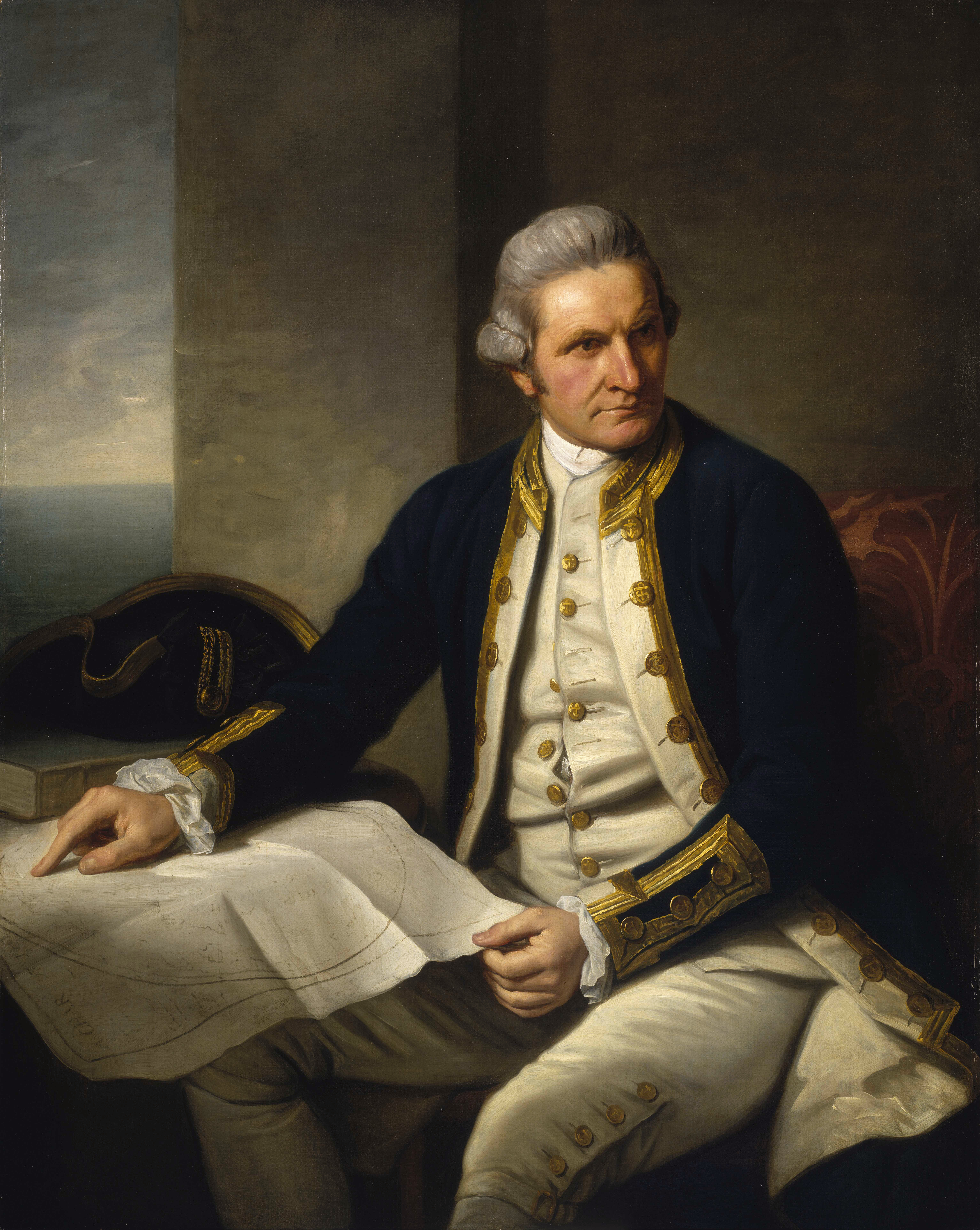
James Cook - żeglarz, odkrywca

- Jakub Zięć – polski judoka

### Inni
- Jaksa z Kopanicy – słowiański książę połabskich Stodoran
- Jakub z Marchii – święty katolicki
- Jakub z Paradyża – cysters, teolog i filozof
- Jakub z Sienna – prymas Polski
- Jacob Aagaard – duński szachista
- Jacob Aall – norweski pisarz, polityk
- Jakub Adamczewski – polski dramatopisarz, redaktor i tłumacz melodramatów oraz włoskich i francuskich librett operowych
- Jacobo Arbenz Guzmán – prezydent Gwatemali
- James Baldwin – pisarz amerykański
- Jakub Berman – polski działacz komunistyczny
- Jakob Bernoulli – szwajcarski matematyk i fizyk
- Jakub Bojko – polski publicysta i pisarz ludowy
- Jakob Böhme – niemiecki mistyk i filozof religii
- Jacob Bronowski – brytyjski pisarz
- James Boswell – angielski pamiętnikarz
- Santiago Calatrava – hiszpański architekt
- Jacques Chaban-Delmas – francuski polityk
- Jacques Chirac – francuski polityk, prezydent Francji
- James Clavell – amerykański pisarz
- James Cook – angielski kapitan, żeglarz i odkrywca
- James Counsilman – amerykański trener pływania
- Jakub Czakon – polski szachista
- Jacques-Louis David – francuski malarz
- Jacques Delors – francuski ekonomista i polityk
- Jakow Dżugaszwili – syn Józefa Stalina
- Jacob Epstein – amerykański rzeźbiarz
- Jakub Fontana – polski architekt włoskiego pochodzenia
- Jacques Fromental Halévy – francuski kompozytor
- Jakob Fugger – niemiecki przedsiębiorca
- Jakub Gąsienica Wawrytko – przewodnik tatrzański i ratownik górski
- Jacob Grimm – niemiecki pisarz i językoznawca
- Jaksa Gryfita – kasztelan krakowski
- Jacques Salomon Hadamard – francuski matematyk
- James Hill – czeski filozof
- Jakiw Hołowacki – ukraiński poeta i folklorysta
- Jakub Janidło – polski prawnik i profesor, rektor Akademii Krakowskiej
- Jakub Jarosz – polski siatkarz
- Jakub Jasiński – polski szlachcic i generał
- Jacob Jordaens – malarz flamandzki
- James Joyce – irlandzki pisarz
- Jakub (Kostiuczuk) – polski biskup prawosławny
- Jakub Krzyżanowski – polski szlachcic
- Jakub Kubicki – polski architekt
- Jakub Kulesza – polski polityk. Od 2015 roku poseł.
- Jakob Emanuel Lange – duński botanik, mykolog i nauczyciel
- Jakub Major – polski społecznik i samorządowiec
- Jacobo Majluta Azar – dominikański polityk
- James Manjackal – ksiądz katolicki z Indii, zakonnik MSFS
- James Mattis – amerykański generał
- James Meek – brytyjski pisarz
- James Mill – szkocki filozof, historyk, polityk i ekonomista
- James Moody – szósty oficer na RMS Titanic
- Jacques Offenbach – francuski kompozytor
- James Pawelczyk – amerykański neurofizjolog i astronauta polskiego pochodzenia
- Jakub Penson – polski lekarz, profesor nauk medycznych

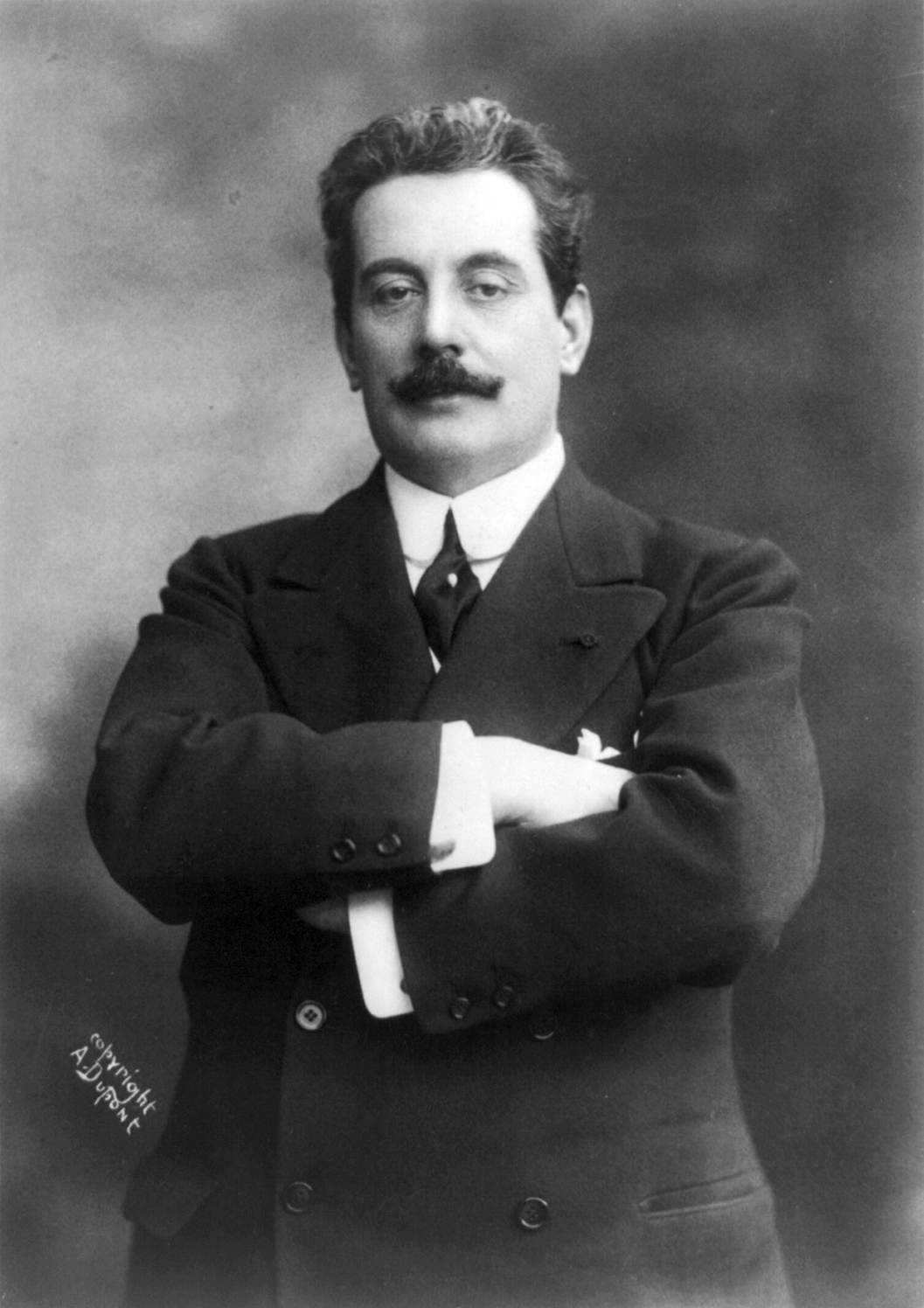
Giacomo Puccini - kompozytor operowy

- Giacomo Puccini - kompozytor operowyGiacomo Puccini – włoski kompozytor muzyki operowej
- Jacques Rogge – belgijski chirurg, sportowiec, przewodniczący MKOl
- James Rockefeller – bankowiec amerykański
- Jakub Stanisław Rokitnicki – wojskowy polski, rotmistrz wojsk koronnych
- Jakob Rosenfeld – austriacki lekarz
- Jan Jakub Rousseau – szwajcarski pisarz, filozof i pedagog
- Jacob van Ruisdael – malarz holenderski
- Jakub Rutnicki – polski polityk
- Jean-Jacques Sempé – francuski rysownik
- Jakob Sporrenberg – niemiecki zbrodniarz wojenny
- Jakub Sobieski – ojciec Jana III Sobieskiego
- Jakub Ludwik Sobieski – syn Jana III Sobieskiego, jeden z kandydatów na tron Polski
- Jakub Strzyczkowski – polski dziennikarz
- Jakub Jan Susza – polski duchowny greckokatolicki
- Jakub Szela – przywódca chłopski
- Jakub Szydłowiecki – protoplasta rodu Szydłowieckich
- Jakub Szydłowiecki – podskarbi wielki koronny
- Jakub Świnka – arcybiskup gnieźnieński
- Jacopone da Todi – włoski poeta i mistyk franciszkański
- Jakub Uchański – prymas polski, pierwszy interrex
- Jakob von Uexküll – szwedzki filantrop
- James Ussher – anglikański arcybiskup
- Jakub Wojewódzki – polski dziennikarz
- Diego Velázquez – hiszpański malarz
- Jaume Viladrich i Gaspa – biskup la Seu d’Urgell i zarazem współksiążę episkopalny Andory
- Jakub Żeberski – polski szachista
- Jakub Żulczyk – polski pisarz
- Kuba Rozpruwacz – pseudonim nadany seryjnemu mordercy, działającemu w Londynie.

### Postacie fikcyjne
- Diego de la Vega (Zorro) – słynny banita w czarnej masce
- James Bond – bohater serii filmów szpiegowskich
- Kubuś Puchatek – imię misia w polskim tłumaczeniu książek angielskiego pisarza A.A. Milne’a
- Kubuś – służący z książki Kubuś Fatalista i jego pan francuskiego pisarza Denisa Diderot
- Kubuś Piekielny – bohater komiksów Szarloty Pawel
- Kuba Guzik – bohater książek Michaela Ende
- Jakub – główny bohater powieści Janusza Wiśniewskiego Samotność w sieci
- Jakub Wędrowycz – bohater książek Andrzeja Pilipiuka
- Jakub Burski – bohater serialu Na dobre i na złe
- Jakub Jakub – bohater kanadyjskiego serialu animowanego
- Jakub Szapiro – główny bohater powieści Szczepana Twardocha Król oraz Królestwo
- Jacob Black – główny bohater sagi Zmierzch, istota zmiennokształtna
- James T. Kirk – bohater serialu Star Trek
- James Howlett – bohater komiksów Marvela, mutant znany też jako Wolverine (rosomak), Logan, Patch, Heath, Peter Richards, Emilio Garra
- James Crockett – główny bohater serialu Miami Vice
- James Wilson – przyjaciel dr. House’a
- Jim Levenstein – bohater serii filmów American Pie
- Seamus McFly – postać z filmu Powrót do przyszłości III
- Tiago Gunderson – syn Blu z filmu Rio 2
- Diego – postać z serii gier komputerowych Gothic

## Nazwiska pochodzące od imienia Jakub
Jakowlew, Jakubczak, Jakubczyk, Jakubiak, Jakubik, Jakubowicz, Jakubowski, Kubas, Kubasa, Kubasik, Kubiak, Kubica, Kubicki, Kubik, Kubacki